# 幸太郎 (呼出)
幸太郎（こうたろう、1932年（昭和7年）12月15日 - 1996年（平成8年）1月12日）は、大相撲の幕内呼出。本名は多田 幸太郎。大阪市出身。出羽海部屋→鏡山部屋→伊勢ヶ濱部屋所属。

## 履歴
- 1939年頃 - 出羽海部屋から初土俵。
- 時期不詳 - 廃業。
- 1959年1月場所 - 鏡山部屋から再入門。
- 1994年7月場所 - 呼出の番付制導入により、幕内呼出に指名される。
- 1996年1月場所 - 最終場所。
- 1996年1月、膀胱腫瘍のため死去[1]。